# Campionato asiatico e oceaniano femminile di pallavolo 2017
Il campionato asiatico e oceaniano femminile di pallavolo 2017 si è svolto dal 9 al 17 agosto 2017 a Biñan e Muntinlupa, nelle Filippine: al torneo hanno partecipato quattordici squadre nazionali asiatiche e oceaniane e la vittoria finale è andata per la quarta volta al Giappone.

## Impianti
|                                                                        |                                                                            |  |
|                                                                        |                                                                            |  |
| Alonte Sports Arena Città: Biñan Capienza: 6 500 Anno d'apertura: 2013 | Muntinlupa Sports Complex Città: Muntinlupa Capienza: - Anno d'apertura: - |  |

## Regolamento

### Formula
Le squadre hanno disputato una prima fase a gironi con formula del girone all'italiana; al termine della prima fase le prime due classificate del girone A e C hanno acceduto al girone E e le prime due classificate del girone B e D hanno acceduto al girone F, mentre l'ultima classificata del girone A e le ultime due classificate del girone C hanno acceduto al girone G e l'ultima classificata del girone B e le ultime due classificate del girone D hanno acceduto al girone H. Le squadre hanno disputato una seconda fase a gironi con formula del girone all'italiana, conservando i risultati degli scontri diretti; al termine della seconda fase:
- Le squadre del girone E e F hanno acceduto alla fase finale per il primo posto, strutturata in quarti di finale, semifinali, finale per il terzo posto e finale.
- Le quattro eliminate ai quarti di finale della fase finale per il primo posto hanno acceduto alla fase finale per il quinto posto, strutturata in semifinali, finale per il settimo posto e finale per il quinto posto.
- Le prime due classificate del girone G e H hanno acceduto alla fase finale per il nono posto, strutturata in semifinali, finale per l'undicesimo posto e finale per il nono posto.
- L'ultima classificata del girone G e H hanno acceduto alla finale per il tredicesimo posto.

### Criteri di classifica
Se il risultato finale è stato di 3-0 o 3-1 sono stati assegnati 3 punti alla squadra vincente e 0 a quella sconfitta, se il risultato finale è stato di 3-2 sono stati assegnati 2 punti alla squadra vincente e 1 a quella sconfitta.
L'ordine del posizionamento in classifica è stato definito in base a:
- Numero di partite vinte;
- Punti;
- Ratio dei set vinti/persi;
- Ratio dei punti realizzati/subiti;
- Risultati degli scontri diretti.

## Squadre partecipanti
| Squadra       | Qualificazione      | Ultima partecipazione |
| ------------- | ------------------- | --------------------- |
| Australia     | -                   | Cina 2015             |
| Cina          | -                   | Cina 2015             |
| Corea del Sud | -                   | Cina 2015             |
| Filippine     | Paese organizzatore | Cina 2015             |
| Giappone      | -                   | Cina 2015             |
| Hong Kong     | -                   | Cina 2015             |
| Iran          | -                   | Cina 2015             |
| Kazakistan    | -                   | Cina 2015             |
| Maldive       | -                   | Debutto               |
| Nuova Zelanda | -                   | Thailandia 2007       |
| Sri Lanka     | -                   | Cina 2015             |
| Taipei cinese | -                   | Cina 2015             |
| Thailandia    | -                   | Cina 2015             |
| Vietnam       | -                   | Cina 2015             |

## Torneo

### Prima fase
| Girone A   | Girone B  | Girone C      | Girone D      |
| ---------- | --------- | ------------- | ------------- |
| Filippine  | Australia | Corea del Sud | Iran          |
| Hong Kong  | Cina      | Nuova Zelanda | Maldive       |
| Kazakistan | Giappone  | Sri Lanka     | Taipei cinese |
| -          | -         | Vietnam       | Thailandia    |

#### Girone A

##### Risultati
| 9 agosto 2017 Alonte Sports Arena, Biñan Durata: 1h:23 - Spettatori: 3 750  | Hong Kong  | 0 - 3 | Filippine  | 21-25, 16-25, 17-25 |
| 10 agosto 2017 Alonte Sports Arena, Biñan Durata: 1h:09 - Spettatori: 280   | Kazakistan | 3 - 0 | Hong Kong  | 25-16, 25-17, 25-11 |
| 11 agosto 2017 Alonte Sports Arena, Biñan Durata: 1h:27 - Spettatori: 4 800 | Filippine  | 0 - 3 | Kazakistan | 23-25, 20-25, 19-25 |

##### Classifica
| Pos | Squadra    | Pt | G | V | P | SV | SP | Ratio | PF  | PS  | Ratio |
| --- | ---------- | -- | - | - | - | -- | -- | ----- | --- | --- | ----- |
| 1   | Kazakistan | 6  | 2 | 2 | 0 | 6  | 0  | MAX   | 150 | 106 | 1.415 |
| 2   | Filippine  | 3  | 2 | 1 | 1 | 3  | 3  | 1.000 | 137 | 129 | 1.062 |
| 3   | Hong Kong  | 0  | 2 | 0 | 2 | 0  | 6  | 0.000 | 98  | 150 | 0.653 |

#### Girone B

##### Risultati
| 9 agosto 2017 Muntinlupa Sports Complex, Muntinlupa Durata: 1h:18 - Spettatori: 200 | Giappone  | 3 - 0 | Australia | 25-19, 25-14, 25-8  |
| 10 agosto 2017 Alonte Sports Arena, Biñan Durata: 1h:21 - Spettatori: 300           | Cina      | 0 - 3 | Giappone  | 14-25, 17-25, 24-26 |
| 11 agosto 2017 Muntinlupa Sports Complex, Muntinlupa Durata: 0:59 - Spettatori: 200 | Australia | 0 - 3 | Cina      | 13-25, 8-25, 9-25   |

##### Classifica
| Pos | Squadra   | Pt | G | V | P | SV | SP | Ratio | PF  | PS  | Ratio |
| --- | --------- | -- | - | - | - | -- | -- | ----- | --- | --- | ----- |
| 1   | Giappone  | 6  | 2 | 2 | 0 | 6  | 0  | MAX   | 151 | 96  | 1.573 |
| 2   | Cina      | 3  | 2 | 1 | 1 | 3  | 3  | 1.000 | 130 | 106 | 1.226 |
| 3   | Australia | 0  | 2 | 0 | 2 | 0  | 6  | 0.000 | 71  | 150 | 0.473 |

#### Girone C

##### Risultati
| 9 agosto 2017 Alonte Sports Arena, Biñan Durata: 1h:16 - Spettatori: 661             | Corea del Sud | 3 - 0 | Nuova Zelanda | 25-21, 25-14, 25-12        |
| 9 agosto 2017 Muntinlupa Sports Complex, Muntinlupa Durata: 1h:08 - Spettatori: 200  | Vietnam       | 3 - 0 | Sri Lanka     | 25-12, 25-14, 25-17        |
| 10 agosto 2017 Muntinlupa Sports Complex, Muntinlupa Durata: 1h:12 - Spettatori: 250 | Corea del Sud | 3 - 0 | Sri Lanka     | 25-14, 25-17, 25-13        |
| 10 agosto 2017 Muntinlupa Sports Complex, Muntinlupa Durata: 0h:58 - Spettatori: 200 | Nuova Zelanda | 0 - 3 | Vietnam       | 11-25, 12-25, 8-25         |
| 11 agosto 2017 Alonte Sports Arena, Biñan Durata: 1h:42 - Spettatori: 513            | Corea del Sud | 3 - 1 | Vietnam       | 25-23, 25-19, 17-25, 25-22 |
| 11 agosto 2017 Muntinlupa Sports Complex, Muntinlupa Durata: 1h:45 - Spettatori: 150 | Sri Lanka     | 1 - 3 | Nuova Zelanda | 25-20, 23-25, 18-25, 19-25 |

##### Classifica
| Pos | Squadra       | Pt | G | V | P | SV | SP | Ratio | PF  | PS  | Ratio |
| --- | ------------- | -- | - | - | - | -- | -- | ----- | --- | --- | ----- |
| 1   | Corea del Sud | 9  | 3 | 3 | 0 | 9  | 1  | 9.000 | 242 | 180 | 1.344 |
| 2   | Vietnam       | 6  | 3 | 2 | 1 | 7  | 3  | 2.333 | 239 | 166 | 1.440 |
| 3   | Nuova Zelanda | 3  | 3 | 1 | 2 | 3  | 7  | 0.429 | 173 | 235 | 0.736 |
| 4   | Sri Lanka     | 0  | 3 | 0 | 3 | 1  | 9  | 0.111 | 172 | 245 | 0.702 |

#### Girone D

##### Risultati
| 9 agosto 2017 Muntinlupa Sports Complex, Muntinlupa Durata: 2h:02 - Spettatori: 200  | Taipei cinese | 3 - 1 | Iran          | 25-15, 25-27, 25-17, 25-20 |
| 9 agosto 2017 Alonte Sports Arena, Biñan Durata: 0h:59 - Spettatori: 1 400           | Thailandia    | 3 - 0 | Maldive       | 25-5, 25-12, 25-9          |
| 10 agosto 2017 Muntinlupa Sports Complex, Muntinlupa Durata: 1h:01 - Spettatori: 200 | Maldive       | 0 - 3 | Taipei cinese | 9-25, 8-25, 10-25          |
| 10 agosto 2017 Alonte Sports Arena, Biñan Durata: 1h:14 - Spettatori: 340            | Thailandia    | 3 - 0 | Iran          | 25-18, 25-12, 25-16        |
| 11 agosto 2017 Muntinlupa Sports Complex, Muntinlupa Durata: 1h:06 - Spettatori: 200 | Iran          | 3 - 0 | Maldive       | 25-4, 25-13, 25-14         |
| 11 agosto 2017 Alonte Sports Arena, Biñan Durata: 1h:13 - Spettatori: 1 980          | Thailandia    | 3 - 0 | Taipei cinese | 26-24, 25-14, 25-15        |

##### Classifica
| Pos | Squadra       | Pt | G | V | P | SV | SP | Ratio | PF  | PS  | Ratio |
| --- | ------------- | -- | - | - | - | -- | -- | ----- | --- | --- | ----- |
| 1   | Thailandia    | 9  | 3 | 3 | 0 | 9  | 0  | MAX   | 226 | 125 | 1.808 |
| 2   | Taipei cinese | 6  | 3 | 2 | 1 | 6  | 4  | 1.500 | 228 | 182 | 1.253 |
| 3   | Iran          | 3  | 3 | 1 | 2 | 4  | 6  | 0.667 | 200 | 206 | 0.971 |
| 4   | Maldive       | 0  | 3 | 0 | 3 | 0  | 9  | 0.000 | 84  | 225 | 0.373 |

### Seconda fase
| Girone E      | Girone F      | Girone G      | Girone H  |
| ------------- | ------------- | ------------- | --------- |
| Corea del Sud | Cina          | Hong Kong     | Australia |
| Filippine     | Giappone      | Nuova Zelanda | Iran      |
| Kazakistan    | Taipei cinese | Sri Lanka     | Maldive   |
| Vietnam       | Thailandia    | -             | -         |

#### Girone E

##### Risultati
| 13 agosto 2017 Alonte Sports Arena, Biñan Durata: 1h:49 - Spettatori: 325   | Kazakistan    | 3 - 1 | Vietnam       | 21-25, 25-23, 25-22, 25-20 |
| 13 agosto 2017 Alonte Sports Arena, Biñan Durata: 1h:31 - Spettatori: 5 200 | Corea del Sud | 3 - 0 | Filippine     | 25-23, 25-18, 25-12        |
| 14 agosto 2017 Alonte Sports Arena, Biñan Durata: 1h:23 - Spettatori: 647   | Kazakistan    | 0 - 3 | Corea del Sud | 21-25, 24-26, 10-25        |
| 14 agosto 2017 Alonte Sports Arena, Biñan Durata: 2h:10 - Spettatori: 1 900 | Filippine     | 3 - 1 | Vietnam       | 27-25, 26-24, 17-25, 25-23 |

##### Classifica
| Pos | Squadra       | Pt | G | V | P | SV | SP | Ratio | PF  | PS  | Ratio |
| --- | ------------- | -- | - | - | - | -- | -- | ----- | --- | --- | ----- |
| 1   | Corea del Sud | 9  | 3 | 3 | 0 | 9  | 1  | 9.000 | 243 | 197 | 1.234 |
| 2   | Kazakistan    | 6  | 3 | 2 | 1 | 6  | 4  | 1.500 | 226 | 228 | 0.991 |
| 3   | Filippine     | 3  | 3 | 1 | 2 | 3  | 7  | 0.429 | 210 | 247 | 0.850 |
| 4   | Vietnam       | 0  | 3 | 0 | 3 | 3  | 9  | 0.333 | 276 | 283 | 0.975 |

#### Girone F

##### Risultati
| 13 agosto 2017 Alonte Sports Arena, Biñan Durata: 2h:03 - Spettatori: 4635  | Thailandia | 3 - 2 | Cina          | 25-22, 22-25, 25-16, 23-25, 15-12 |
| 13 agosto 2017 Alonte Sports Arena, Biñan Durata: 1h:20 - Spettatori: 1 000 | Giappone   | 3 - 0 | Taipei cinese | 25-19, 25-16, 25-20               |
| 14 agosto 2017 Alonte Sports Arena, Biñan Durata: 2h:07 - Spettatori: 196   | Cina       | 3 - 2 | Taipei cinese | 25-22, 19-25, 20-25, 25-21, 15-11 |
| 14 agosto 2017 Alonte Sports Arena, Biñan Durata: 2h:13 - Spettatori: 978   | Giappone   | 3 - 1 | Thailandia    | 22-25, 25-20, 25-22, 26-24        |

##### Classifica
| Pos | Squadra       | Pt | G | V | P | SV | SP | Ratio | PF  | PS  | Ratio |
| --- | ------------- | -- | - | - | - | -- | -- | ----- | --- | --- | ----- |
| 1   | Giappone      | 9  | 3 | 3 | 0 | 9  | 1  | 9.000 | 249 | 201 | 1.239 |
| 2   | Thailandia    | 5  | 3 | 2 | 1 | 7  | 5  | 1.400 | 277 | 251 | 1.104 |
| 3   | Cina          | 3  | 3 | 1 | 2 | 5  | 8  | 0.625 | 259 | 290 | 0.893 |
| 4   | Taipei cinese | 1  | 3 | 0 | 3 | 2  | 9  | 0.222 | 212 | 255 | 0.831 |

#### Girone G

##### Risultati
| 13 agosto 2017 Muntinlupa Sports Complex, Muntinlupa Durata: 2h:24 - Spettatori: 250 | Hong Kong | 2 - 3 | Sri Lanka     | 14-25, 25-14, 23-25, 25-23, 14-16 |
| 14 agosto 2017 Muntinlupa Sports Complex, Muntinlupa Durata: 1h:11 - Spettatori: 200 | Hong Kong | 3 - 0 | Nuova Zelanda | 25-16, 25-20, 25-12               |

##### Classifica
| Pos | Squadra       | Pt | G | V | P | SV | SP | Ratio | PF  | PS  | Ratio |
| --- | ------------- | -- | - | - | - | -- | -- | ----- | --- | --- | ----- |
| 1   | Hong Kong     | 4  | 2 | 1 | 1 | 5  | 3  | 1.667 | 176 | 151 | 1.166 |
| 2   | Nuova Zelanda | 3  | 2 | 1 | 1 | 3  | 4  | 0.750 | 143 | 160 | 0.894 |
| 3   | Sri Lanka     | 2  | 2 | 1 | 1 | 4  | 5  | 0.800 | 188 | 196 | 0.959 |

#### Girone H

##### Risultati
| 13 agosto 2017 Muntinlupa Sports Complex, Muntinlupa Durata: 1h:30 - Spettatori: 150 | Australia | 3 - 0 | Maldive | 25-9, 25-5, 25-19          |
| 14 agosto 2017 Muntinlupa Sports Complex, Muntinlupa Durata: 1h:54 - Spettatori: 220 | Australia | 3 - 1 | Iran    | 23-25, 25-22, 25-20, 25-22 |

##### Classifica
| Pos | Squadra   | Pt | G | V | P | SV | SP | Ratio | PF  | PS  | Ratio |
| --- | --------- | -- | - | - | - | -- | -- | ----- | --- | --- | ----- |
| 1   | Australia | 6  | 2 | 2 | 0 | 6  | 1  | 0.600 | 173 | 122 | 1.418 |
| 2   | Iran      | 3  | 2 | 1 | 1 | 4  | 3  | 1.333 | 164 | 129 | 1.271 |
| 3   | Maldive   | 0  | 2 | 0 | 2 | 0  | 6  | 0.000 | 64  | 150 | 0.427 |

### Fase finale

#### Finali 1º e 3º posto
|  | Quarti        | Quarti     |               |               | Semifinali         | Semifinali         |  |  | Finale 1º/2º posto | Finale 1º/2º posto |
|  |               |            |               |               |                    |                    |  |  |                    |                    |
|  |               |            |               |               |                    |                    |  |  |                    |                    |
|  |               |            |               |               |                    |                    |  |  |                    |                    |
|  | Giappone      | 3          |               |               |                    |                    |  |  |                    |                    |
|  | Giappone      | 3          |               |               |                    |                    |  |  |                    |                    |
|  | Vietnam       | 0          |               |               |                    |                    |  |  |                    |                    |
|  | Vietnam       | 0          | Giappone      | 3             |                    |                    |  |  |                    |                    |
|  |               |            | Giappone      | 3             |                    |                    |  |  |                    |                    |
|  |               | Cina       | 0             |               |                    |                    |  |  |                    |                    |
|  | Kazakistan    | Cina       | 0             | 0             |                    |                    |  |  |                    |                    |
|  | Kazakistan    |            |               | 0             |                    |                    |  |  |                    |                    |
|  | Cina          | 3          |               |               |                    |                    |  |  |                    |                    |
|  | Cina          | 3          | Giappone      | 3             |                    |                    |  |  |                    |                    |
|  |               |            | Giappone      | 3             |                    |                    |  |  |                    |                    |
|  |               | Thailandia | 2             |               |                    |                    |  |  |                    |                    |
|  | Corea del Sud | Thailandia | 2             | 3             |                    |                    |  |  |                    |                    |
|  | Corea del Sud |            |               | 3             |                    |                    |  |  |                    |                    |
|  | Taipei cinese | 0          |               |               |                    |                    |  |  |                    |                    |
|  | Taipei cinese | 0          | Corea del Sud | 0             | Finale 3º/4º posto | Finale 3º/4º posto |  |  |                    |                    |
|  |               |            | Corea del Sud | 0             | Finale 3º/4º posto | Finale 3º/4º posto |  |  |                    |                    |
|  |               | Thailandia | 3             |               |                    |                    |  |  |                    |                    |
|  | Thailandia    | Thailandia | 3             | 3             | Cina               | 0                  |  |  |                    |                    |
|  | Thailandia    |            |               | 3             | Cina               | 0                  |  |  |                    |                    |
|  | Filippine     | 0          |               | Corea del Sud | 3                  |                    |  |  |                    |                    |
|  | Filippine     | 0          |               |               | 3                  |                    |  |  |                    |                    |
|  |               |            |               |               |                    |                    |  |  |                    |                    |
|  |               |            |               |               |                    |                    |  |  |                    |                    |

##### Quarti di finale
| 15 agosto 2017 Alonte Sports Arena, Biñan Durata: 1h:26 - Spettatori: 372   | Corea del Sud | 3 - 0 | Taipei cinese | 25-20, 25-11, 28-26 |
| 15 agosto 2017 Alonte Sports Arena, Biñan Durata: 1h:14 - Spettatori: 1 025 | Giappone      | 3 - 0 | Vietnam       | 25-22, 25-21, 25-16 |
| 15 agosto 2017 Alonte Sports Arena, Biñan Durata: 1h:32 - Spettatori: 202   | Kazakistan    | 0 - 3 | Cina          | 16-25, 32-34, 23-25 |
| 15 agosto 2017 Alonte Sports Arena, Biñan Durata: 1h:20 - Spettatori: 4 140 | Thailandia    | 3 - 0 | Filippine     | 25-21, 25-14, 25-20 |

##### Semifinali
| 16 agosto 2017 Alonte Sports Arena, Biñan Durata: 1h:12 - Spettatori: 815   | Giappone      | 3 - 0 | Cina       | 25-17, 25-18, 25-18 |
| 16 agosto 2017 Alonte Sports Arena, Biñan Durata: 1h:21 - Spettatori: 1 066 | Corea del Sud | 0 - 3 | Thailandia | 20-25, 20-25, 21-25 |

##### Finale 3º posto
| 17 agosto 2017 Alonte Sports Arena, Biñan Durata: 1h:14 - Spettatori: 843 | Cina | 0 - 3 | Corea del Sud | 11-25, 18-25, 20-25 |

##### Finale
| 17 agosto 2017 Alonte Sports Arena, Biñan Durata: 2h:03 - Spettatori: 2 547 | Giappone | 3 - 2 | Thailandia | 26-28, 20-25, 25-16, 25-16, 15-7 |

#### Finali 5º e 7º posto
|  | Semifinali    | Semifinali    | Semifinali    |               |         | Finale 5º/6º posto | Finale 5º/6º posto | Finale 5º/6º posto |  |
|  |               |               |               |               |         |                    |                    |                    |  |
|  | Vietnam       | Vietnam       | 3             |               |         |                    |                    |                    |  |
|  | Vietnam       | Vietnam       | 3             |               |         |                    |                    |                    |  |
|  | Kazakistan    | Kazakistan    | 2             |               |         |                    |                    |                    |  |
|  | Kazakistan    | Kazakistan    | 2             |               | Vietnam | Vietnam            | 3                  |                    |  |
|  |               |               |               |               | Vietnam | Vietnam            | 3                  |                    |  |
|  |               |               | Taipei cinese | Taipei cinese | 0       |                    |                    |                    |  |
|  | Taipei cinese | Taipei cinese | Taipei cinese | Taipei cinese | 0       | 3                  |                    |                    |  |
|  | Taipei cinese | Taipei cinese |               |               |         | 3                  |                    |                    |  |
|  | Filippine     | Filippine     | 0             |               |         | Finale 7º/8º posto | Finale 7º/8º posto | Finale 7º/8º posto |  |
|  | Filippine     | Filippine     | 0             |               |         |                    |                    |                    |  |
|  |               |               |               |               |         |                    |                    |                    |  |
|  |               |               |               |               |         | Kazakistan         | Kazakistan         | 3                  |  |
|  |               |               |               |               |         | Kazakistan         | Kazakistan         | 3                  |  |
|  |               |               |               |               |         | Filippine          | Filippine          | 2                  |  |

##### Semifinali
| 16 agosto 2017 Alonte Sports Arena, Biñan Durata: 2h:05 - Spettatori: 296   | Vietnam       | 3 - 2 | Kazakistan | 25-22, 25-18, 21-25, 20-25, 15-5 |
| 16 agosto 2017 Alonte Sports Arena, Biñan Durata: 1h:26 - Spettatori: 1 036 | Taipei cinese | 3 - 0 | Filippine  | 25-19, 25-20, 25-19              |

##### Finale 7º posto
| 17 agosto 2017 Alonte Sports Arena, Biñan Durata: 2h:07 - Spettatori: 815 | Kazakistan | 3 - 2 | Filippine | 25-20, 25-16, 21-25, 21-25, 15-3 |

##### Finale 5º posto
| 17 agosto 2017 Alonte Sports Arena, Biñan Durata: 1h:29 - Spettatori: 707 | Vietnam | 3 - 0 | Taipei cinese | 25-23, 25-22, 25-23 |

#### Finali 9º e 11º posto
|  | Semifinali    | Semifinali    | Semifinali |           |      | Finale 9º/10º posto  | Finale 9º/10º posto  | Finale 9º/10º posto  |  |
|  |               |               |            |           |      |                      |                      |                      |  |
|  | Hong Kong     | Hong Kong     | 1          |           |      |                      |                      |                      |  |
|  | Hong Kong     | Hong Kong     | 1          |           |      |                      |                      |                      |  |
|  | Iran          | Iran          | 3          |           |      |                      |                      |                      |  |
|  | Iran          | Iran          | 3          |           | Iran | Iran                 | 3                    |                      |  |
|  |               |               |            |           | Iran | Iran                 | 3                    |                      |  |
|  |               |               | Australia  | Australia | 2    |                      |                      |                      |  |
|  | Australia     | Australia     | Australia  | Australia | 2    | 3                    |                      |                      |  |
|  | Australia     | Australia     |            |           |      | 3                    |                      |                      |  |
|  | Nuova Zelanda | Nuova Zelanda | 0          |           |      | Finale 11º/12º posto | Finale 11º/12º posto | Finale 11º/12º posto |  |
|  | Nuova Zelanda | Nuova Zelanda | 0          |           |      |                      |                      |                      |  |
|  |               |               |            |           |      |                      |                      |                      |  |
|  |               |               |            |           |      | Hong Kong            | Hong Kong            | 3                    |  |
|  |               |               |            |           |      | Hong Kong            | Hong Kong            | 3                    |  |
|  |               |               |            |           |      | Nuova Zelanda        | Nuova Zelanda        | 0                    |  |

##### Semifinali
| 15 agosto 2017 Muntinlupa Sports Complex, Muntinlupa Durata: 1h:57 - Spettatori: 150 | Hong Kong | 1 - 3 | Iran          | 25-21, 19-25, 18-25, 15-25 |
| 15 agosto 2017 Muntinlupa Sports Complex, Muntinlupa Durata: 1h:12 - Spettatori: 193 | Australia | 3 - 0 | Nuova Zelanda | 25-14, 25-17, 25-17        |

##### Finale 11º posto
| 16 agosto 2017 Muntinlupa Sports Complex, Muntinlupa Durata: 1h:13 - Spettatori: 150 | Hong Kong | 3 - 0 | Nuova Zelanda | 25-15, 25-12, 25-19 |

##### Finale 9º posto
| 16 agosto 2017 Muntinlupa Sports Complex, Muntinlupa Durata: 2h:10 - Spettatori: 150 | Iran | 3 - 2 | Australia | 19-25, 25-18, 20-25, 25-22, 15-10 |

#### Finale 13º posto
| 15 agosto 2017 Muntinlupa Sports Complex, Muntinlupa Durata: 1h:12 - Spettatori: 150 | Sri Lanka | 3 - 0 | Maldive | 25-19, 25-13, 25-14 |

## Podio

### Campione
Formazione: 1 Kotoe Inoue, 2 Sarina Koga, 3 Nana Iwasaka, 4 Risa Shinnabe, 5 Erika Araki, 8 Rika Nomoto, 9 Haruyo Shimamura, 10 Koyomi Tominaga, 11 Yurie Nabeya, 12 Miya Satō, 13 Mai Okumura, 16 Risa Ishii, 18 Mami Uchiseto, 20 Mako Kobata, CT: Kumi Nakada

### Secondo posto
Formazione: 1 Wipawee Srithong, 2 Piyanut Pannoy, 3 Pornpun Guedpard, 5 Pleumjit Thinkaow, 7 Hattaya Bamrungsuk, 9 Jarasporn Bundasak, 10 Wilavan Apinyapong, 12 Tapaphaipun Chaisri, 13 Nootsara Tomkom, 16 Pimpichaya Kokram, 17 Tichaya Boonlert, 18 Ajcharaporn Kongyot, 19 Chatchu-on Moksri, 20 Supattra Pairoj, CT: Danai Sriwatcharamethakul

### Terzo posto
Formazione: 1 Lee Jae-eun, 2 Kim Yeong-yeon, 3 Yeum Hye-seon, 4 Kim Hee-jin, 8 Na Hyun-jung, 9 Han Soo-ji, 10 Kim Yeon-koung, 11 Kim Su-ji, 13 Park Jeong-ah, 14 Yang Hyo-jin, 15 Kim Yu-ri, 17 Kim Mi-youn, 18 Hwang Min-kyoung, CT: Hong Sung-jin

## Classifica finale
| Pos | Squadra       | Qualificazione      |
| --- | ------------- | ------------------- |
|     | Giappone      | Coppa asiatica 2018 |
|     | Thailandia    |                     |
|     | Corea del Sud | Coppa asiatica 2018 |
| 4   | Cina          | Coppa asiatica 2018 |
| 5   | Vietnam       | Coppa asiatica 2018 |
| 6   | Taipei cinese | Coppa asiatica 2018 |
| 7   | Kazakistan    | Coppa asiatica 2018 |
| 8   | Filippine     | Coppa asiatica 2018 |
| 9   | Iran          | Coppa asiatica 2018 |
| 10  | Australia     | Coppa asiatica 2018 |
| 11  | Hong Kong     |                     |
| 12  | Nuova Zelanda |                     |
| 13  | Sri Lanka     |                     |
| 14  | Maldive       |                     |

## Premi individuali
| Premio                 | Nome                  | Squadra       |
| ---------------------- | --------------------- | ------------- |
| MVP                    | Risa Shinnabe         | Giappone      |
| Miglior palleggiatrice | Nootsara Tomkom       | Thailandia    |
| Miglior opposto        | Jin Ye                | Cina          |
| Miglior schiacciatrice | Kim Yeon-koung        | Corea del Sud |
| Miglior schiacciatrice | Chatchu-on Moksri     | Thailandia    |
| Miglior centrale       | Hattaya Bamrungsuk    | Thailandia    |
| Miglior centrale       | Nana Iwasaka          | Giappone      |
| Miglior libero         | Mako Kobata           | Giappone      |
| Miglior libero         | Dawn Nicole Macandili | Filippine     |